# Harrisville (New York)
Harrisville est une census-designated place du comté de Lewis, dans l'État de New York, aux États-Unis,. En 2020, elle compte une population de 628 habitants.